# Чугуев, Юрий Вениаминович
Ю́рий Вениами́нович Чугу́ев (23 апреля 1910, Андижан, Ферганская область, Российская империя — 23 июля 1964, Москва, СССР) — один из руководителей отраслей золотодобывающей промышленности СССР, инженер-полковник.

## Биография
Родился 23 апреля 1910 года в городе Андижан, Ферганской области, Российская империя. Окончил школу-девятилетку. Работал на заводах и фабриках Москвы токарем-револьверщиком.
В 1931 году вступил в ряды ВКП(б). С того же времени стал работать в золотодобывающей промышленности.
- С 1936 по 1938 год — директор Бухтарминского управления треста «Алтайзолото», Зыряновский район Восточно-Казахстанской области.
- С 1938 по 1939 год — директор Невьянского управления треста «Уралзолото», город Невьянск Свердловской области.

В 1940 году окончил 6-месячные курсы руководящего состава Наркомата цветной металлургии.
- С 1940 по 1942 год — управляющий трестом «Каззолото», город Степняк Кокчетавской области.
- С 1942 по 1944 год — зам. начальника Главного управления «Главзолото» Наркомата цветной металлургии СССР.
- С[1944 по 1946 год — зам. начальника «Главзолото» — управляющий трестом «Лензолото», город Бодайбо, Иркутская обл.
- С 1946 по 1952 год — управляющий трестом «Лензолото» Специального Главного Управления (Главспеццветмет) МВД СССР — начальник Бодайбинского УИТЛ МВД СССР.
- С апреля 1952 года — зам. начальника ГУ СДС МВД СССР «Дальстрой»[1], город Магадан.
- С 27 февраля 1956 года по март 1957 года — начальник «Дальстроя».
- 29 мая 1957 года стал первым председателем Магаданского совнархоза и возглавлял его по 1959 год.

После отъезда «на материк» работал начальником Росглавцветметснабсбыта при СНХ СССР.
Умер в Москве 23 июля 1964 года.

## Звания
- инженер-полковник (1947)

## Награды
- Орден Ленина
- Орден Трудового Красного Знамени
- Орден Красной Звезды